# 호리 지카마사

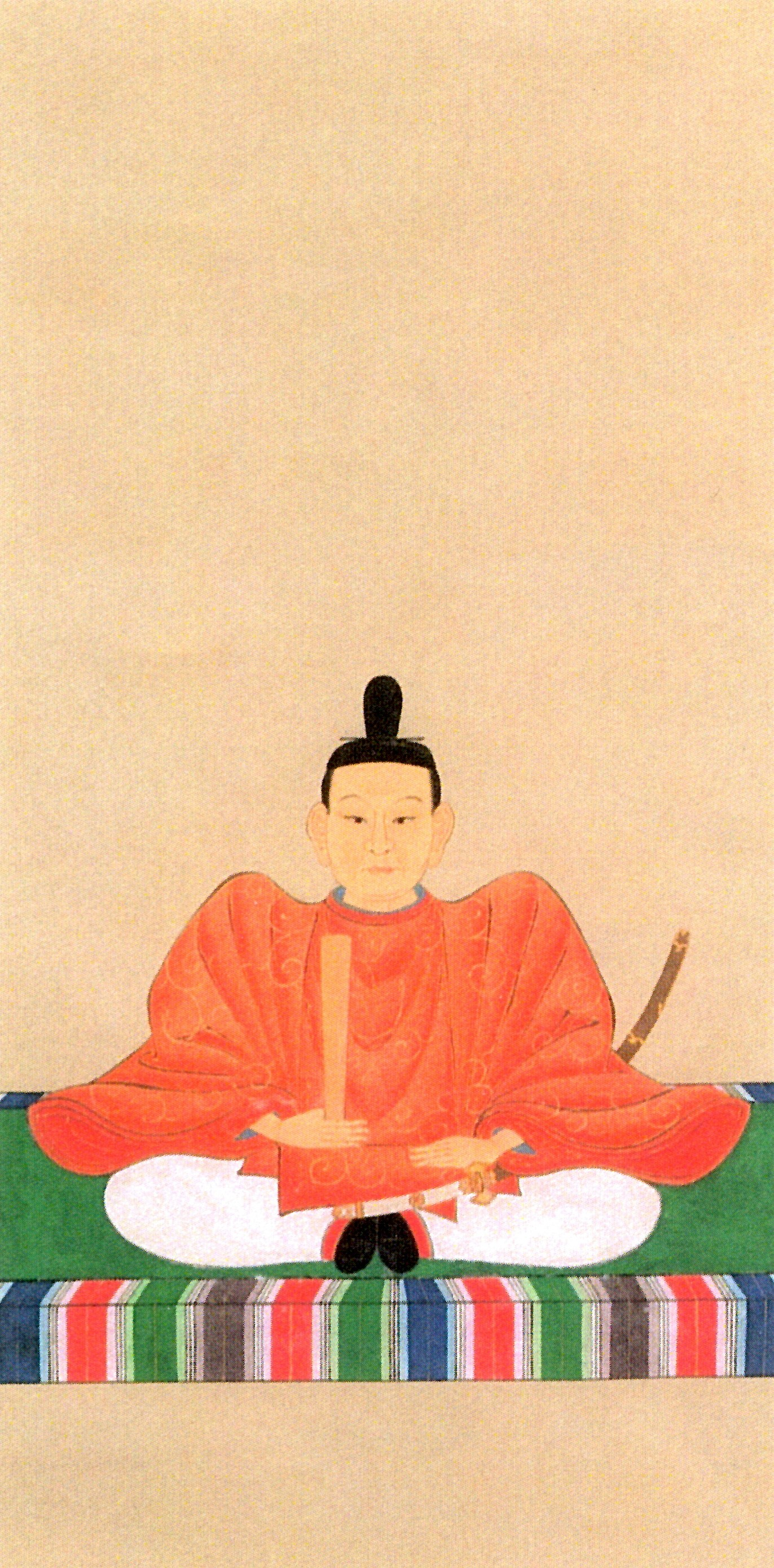
호리 지카마사

호리 지카마사(일본어: 堀親昌, 1606년 5월 14일 ~ 1673년 8월 27일)는 에도 시대 전기의 다이묘이다. 시모쓰케 가라스야마 번 제2대 번주, 시나노 이다 번 초대 번주를 지냈다. 시나노 이다 번 호리가(信濃飯田藩堀家) 제2대 당주.
| 전임 호리 지카요시 | 제2대 가라스야마 번 번주 (호리가) 1637년 ~ 1672년 | 후임 이타쿠라 시게노리 |

| 전임 와키자카 야스마사 | 제1대 시나노 이다 번 번주 (호리가) 1672년 ~ 1673년 | 후임 호리 지카사다 |